# Álvaro Odriozola
Álvaro Odriozola Arzallus (San Sebastián, 1995. december 14. –) spanyol válogatott labdarúgó a Real Sociedad játékosa.

## Pályafutása

### Klubcsapatban

#### Real Sociedad
2006-ban csatlakozott a Real Sociedad akadémiájához. 2013. szeptember 1-jén mutatkozott be a Real Sociedad B csapatában az UD Las Palmas Atlético ellen. Ebben a hónapban még az Ifjúsági Ligában is lehetőséget kapott. 2014. szeptember 6-án a Real Unión ellen első gólját is megszerezte a klub színeiben. 2016 februárjában 2018-ig meghosszabbította szerződését a klubbal.
2017. január 16-án Carlos Martínez és Joseba Zaldúa sérülése miatt bekerült az első keretbe a Málaga ellen és kezdőként pályára is lépett. A szezon során minden sorozatot tekintve 16 tétmérkőzésen lépett pályára.
Odriozola 2017. június 10-én 2022 nyaráig meghosszabbította szerződését. A 2017-18-as szezonban alapembere volt a Sociedadnak, harmincöt bajnokin lépett pályára a szezon során.

#### Real Madrid
2018. július 5-én a Real Madrid hivatalos honlapján jelentette be Odriozola leigazolását. Szeptember 22-én debütált az RCD Espanyol elleni bajnoki mérkőzésen kezdőként.

#### Bayern München
2020 januárjában kölcsönbe a Real Madridtól a Bayern Münchenhez került a szezon hátralevő részére. Február 5-én a kupában mutatkozott be a TSG 1899 Hoffenheim ellen a 83. percben Jérôme Boateng cseréjeként. Február 21-én a bajnokságban is debütált, a Paderborn csapata ellen.

### ACF Fiorentina
2021. augusztus 28-án az ACF Fiorentina csapatába került egy szezonra kölcsönben.

### A válogatottban
2017. március 23-án mutatkozott be a spanyol U21-es labdarúgó-válogatottban a dán U21-es labdarúgó-válogatott elleni felkészülési mérkőzésen, ezen a találkozón két gólpasszt jegyzett. Bekerült Albert Celades 2017-es U21-es labdarúgó-Európa-bajnokságra utazó keretébe. Október 6-án bemutatkozott a felnőtt válogatottban Albánia ellen és gólpasszt adott Thiago Alcântaranak a 3–0-ra megnyert világbajnoki selejtező mérkőzésen. 2018. május 21-én Julen Lopetegui, a spanyol labdarúgó-válogatott szövetségi kapitánya kihirdette 23 fős keretét az oroszországi világbajnokságra, amelybe ő is bekerült. Június 3-án Svájc elleni felkészülési mérkőzésen megszerezte első gólját.

## Statisztika

### Klub
2020. augusztus 8-i állapotnak megfelelően.
| Klub            | Szezon   | Bajnokság | Bajnokság | Kupa  | Kupa  | Nemzetközi | Nemzetközi | Összesen | Összesen |
| Klub            | Szezon   | Mérk.     | Gólok     | Mérk. | Gólok | Mérk.      | Gólok      | Mérk.    | Gólok    |
| --------------- | -------- | --------- | --------- | ----- | ----- | ---------- | ---------- | -------- | -------- |
| Real Sociedad B | 2013–14  | 9         | 0         | –     | –     | –          | –          | 9        | 0        |
| Real Sociedad B | 2014–15  | 27        | 1         | –     | –     | –          | –          | 27       | 1        |
| Real Sociedad B | 2015–16  | 32        | 2         | –     | –     | –          | –          | 32       | 2        |
| Real Sociedad B | 2016–17  | 18        | 0         | –     | –     | –          | –          | 18       | 0        |
| Real Sociedad B | Összesen | 86        | 3         | 0     | 0     | 0          | 0          | 86       | 3        |
| Real Sociedad   | 2015–16  | 0         | 0         | 0     | 0     | –          | –          | 0        | 0        |
| Real Sociedad   | 2016–17  | 15        | 0         | 1     | 0     | –          | –          | 16       | 0        |
| Real Sociedad   | 2017–18  | 35        | 0         | 0     | 0     | 6          | 1          | 41       | 1        |
| Real Sociedad   | Összesen | 50        | 0         | 1     | 0     | 6          | 1          | 57       | 1        |
| Real Madrid     | 2018–19  | 14        | 0         | 5     | 1     | 3          | 0          | 22       | 1        |
| Real Madrid     | 2019–20  | 4         | 0         | 0     | 0     | 1          | 0          | 5        | 0        |
| Real Madrid     | Összesen | 18        | 0         | 5     | 1     | 4          | 0          | 27       | 1        |
| Bayern München  | 2019–20  | 3         | 0         | 1     | 0     | 1          | 0          | 5        | 0        |
| Összesen        | Összesen | 157       | 3         | 7     | 1     | 11         | 1          | 175      | 5        |

### A válogatottban
2018. június 9-én lett frissítve.
| Nemzet        | Évek     | Pályára lépések | Gólok |
| ------------- | -------- | --------------- | ----- |
| Spanyolország |          |                 |       |
| 2017          | 2        | 0               |       |
| 2018          | 2        | 1               |       |
| összesen      | összesen | 4               | 1     |

### Góljai a válogatottban
| # | Dátum           | Helyszín                                      | Ellenfél | Gólja | Végeredmény | Kiírás                |
| - | --------------- | --------------------------------------------- | -------- | ----- | ----------- | --------------------- |
| 1 | 2018. június 3. | Estadio El Madrigal, Vila-real, Spanyolország | Svájc    | 1–0   | 1–1         | Felkészülési mérkőzés |

## Sikerei, díjai

### Klub
- Real Madrid
  - La Liga: 2019-20
  - Spanyol szuperkupa: 2019-20
  - FIFA-klubvilágbajnokság: 2018
- Bayern München
  - Bundesliga: 2019-20
  - Német kupa: 2019-20

### Válogatott
- Spanyolország U21
  - U21-es labdarúgó-Európa-bajnokság ezüstérmes: 2017